# Łęczynko
Łęczynko [pronunciación en polaco: /wɛnˈt͡ʂɨnkɔ/] (Alemán: Vorwerk Lenzen) es un asentamiento ubicado en el distrito administrativo de Gmina Białogard, dentro del Condado de Białogard, Voivodato de Pomerania Occidental, en el norte de Polonia occidental. Se encuentra aproximadamente a 2 kilómetros al oeste de Białogard y a 111 kilómetros al noreste de la capital regional Szczecin.
Antes de 1945, el área fue parte de Alemania. Para la historia de la región, véase Historia de Pomerania.